# Хризотил
Хризотил, или белый асбест, — наиболее часто встречающаяся форма асбеста, на его долю приходится примерно 95 % асбеста в Соединенных Штатах, доля в других странах аналогична. Это мягкий, волокнистый силикатный минерал (филлосиликат, группа серпентин); как таковой, он отличается от других асбестообразных минералов группы амфиболов. Его идеализированная химическая формула — Mg3(Si2O5)(OH)4. Материал обладает физическими свойствами, благодаря которым его целесообразно включать в состав строительных материалов, но представляет серьёзную опасность для здоровья при распылении в воздухе и вдыхании.

## Политипы
Известны три политипа хризотила. Их трудно различить в реальных образцах, требуется применение микроскопии в поляризованном свете. В некоторых старых публикациях хризотил рассматривается как группа минералов, имеющих три указанных ниже политипа, а также иногда и политип пекораит, но в рекомендациях Международной минералогической ассоциации 2006 года предлагается считать хризотил одним минералом с определёнными вариациями встречающихся в природе форм.
| Название      | Сингония        | Место обнаружения                  | Описание на mindat.org | Параметры элементарной ячейки               | Ссылка на описание кристаллической структуры |
| ------------- | --------------- | ---------------------------------- | ---------------------- | ------------------------------------------- | -------------------------------------------- |
| Клинохризотил | моноклинная     | Злоты-Сток, Нижняя Силезия, Польша | 1071                   | a = 5.3 Å; b = 9.19 Å; c = 14.63 Å; β = 93° | [ 7 ]                                        |
| Ортохризотил  | орторомбическая | Куддапа, Андхра-Прадеш, Индия      | 3025                   | a = 5.34 Å; b = 9.24 Å; c = 14.2 Å          | [ 8 ]                                        |
| Парахризотил  | орторомбическая | не локализовано                    | 3083                   | a = 5.3 Å; b = 9.24 Å; c = 14.71 Å          | [ 9 ]                                        |

Клинохризотил является наиболее распространённой формой из трёх, в основном обнаруживаемой в Валь-де-Сурс (Канада). Его два измеряемых показателя преломления меньше, чем у двух других форм. Орторомбические паратипы могут быть различимы за счёт того, что для ортохризотила наибольший из двух наблюдаемых показателей преломления измеряется параллельно главной оси волокон, как и для клинохризотила. У парахризотила наибольший показатель преломления измеряется перпендикулярно главной оси волокон.

## Физические свойства
Объёмный хризотил имеет твёрдость как у человеческого ногтя и легко рассыпается на волокнистые нити, состоящие из более мелких пучков фибрилл. Пучки волокон природного происхождения имеют длину от нескольких миллиметров до более десяти сантиметров, хотя промышленно обработанный хризотил обычно имеет более короткие пучки волокон. Диаметр пучков волокон составляет 0,1-1 мкм, а отдельные фибриллы ещё тоньше — 0,02-0,03 мкм, причем каждый пучок волокон содержит десятки или сотни фибрилл.
Волокна хризотила обладают значительной прочностью на разрыв, из них можно сплести нить и соткать ткань. Они также устойчивы к нагреву и являются отличными тепловыми, электрическими и акустическими изоляторами.

## Химические свойства
Идеализированная химическая формула хризотила — Mg3(Si2O5)(OH)4, хотя некоторые ионы магния могут быть замещены железом или другими катионами. Также встречается замещение ионов гидроксида на фторид, оксид или хлорид, но реже. В сопутствующем, но значительно более редком минерале пекораите все катионы магния замещены катионами никеля.
Хризотил устойчив даже к сильным основаниям (поэтому асбест стабилен в поровой воде портландцемента с высоким pH), но когда волокна подвергаются воздействию кислот, ионы магния выборочно растворяются, оставляя кремнезёмный скелет. Он термически стабилен примерно до 550 °C, при этой температуре начинается дегитратация. Дегидратация завершается примерно при 750 °C, конечными продуктами являются форстерит (силикат магния), кремнезём и вода.
Реакция дегидратации хризотила:
{\displaystyle {\ce {{\overset {{\text{хризотил,}}\ {\text{серпентин}}}{2Mg3Si2O5(OH)4}}->[{750^{\circ }C}][{\text{дегидратация}}]{\overset {{\text{силикат}}\ {\text{магния}}}{3Mg2SiO4}}+{\overset {\text{кремнезём}}{SiO2}}+{\overset {\text{вода}}{4H2O}}}}}
Реакция дегидратации хризотила (серпентина) является обратной гидролизу форстерита (Mg-оливина) в присутствии растворённого кремнезёма (кремниевой кислоты).

## Комментарии
1. ↑  В принципе, все политипы хризотила имеют три независимых показателя преломления, но обычно два из трёх так близки друг к другу, что практически не различимы.